# Vera Maria
Vera Maria (São Paulo, c. 1930) é uma cantora brasileira, cujo estilo incorpora o romantismo, especialmente com gravações de boleros e sambas-canção pela Chantecler e uma única pela Odeon. É interprete original da música "Vila Isabel do Espaço", samba psicografado de Noel Rosa musicado por Hervé Cordovil.

## Vida Pessoal
Vera Maria vive no interior de São Paulo e não exerce mais a profissão de cantora. Tem dois filhos, Carla (1968) e Carlos (1969). A cantora tem três netos: Carolina e João Paulo, (filhos de Carla) e Pedro (filho de Carlos).

## Carreira
Iniciou a carreira cantando em Rádios paulistas. Contratada pela gravadora Odeon gravou em 1959 o samba-canção "Meu íntimo", de Mário Gennari Filho e Joamar, em disco que contou com o acompanhamento de Mário Gennari Filho e seu conjunto. No mesmo ano, transferiu-se para a gravadora Chantecler e registrou, com acompanhamento de orquestra com a regência do maestro Guerra Peixe, os sambas-canção "Vivo só", de Mário Gennari Filho e Joamar, e "Beijar, amar, nada mais", de José Orlando. Em 1961, gravou, com acompanhamento da orquestra de Élcio Alvarez, o samba-canção "Crepúsculo", de Ruth Amaral e Manoel Ferreira, e o bolero "Falsos amores", de Cid Magalhães e Daniel Magalhães. No mesmo ano, também com a orquestra de Élcio Alvarez no acompanhamento, gravou o bolero "Seguirei teus passos", de Fernando Dias e George Abb, e o samba "Julgo-me", de Umberto Silva, Luiz Mergulhão e Toso Gomes. Em 1962, gravou com acompanhamento da orquestra Chantecler, regida por Élcio Alvarez, a canção "Dois pecadores", de José Lopes e Osvaldo Bettio, e o samba "Raízes", de Dênis Brean e Osvaldo Guilherme. Em 1963, registrou os boleros "Por que te ris", de Serafim Costa Almeida; e "Se isto é adeus", de Alzira Nunes e Jairo A. Rodrigues, com a orquestra Chantecler dirigida por Élcio Alvarez, e o samba "Longe de ti", de Dênis Brean e Paulo Bonfim, e o samba-choro "Quem sou eu", de Barbosa e Luiz Lacerda, com acompanhamento de orquestra, sem registro do maestro. De estilo romântico, gravou especialmente boleros e sambas-canção deixando seis discos gravados pela Chantecler e uma música pela Odeon.